# Ghazaleh Alizadeh

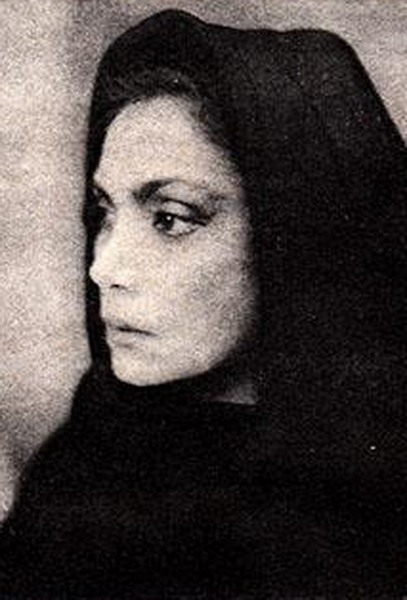
Ghazaleh Alizadeh, 1980er Jahre

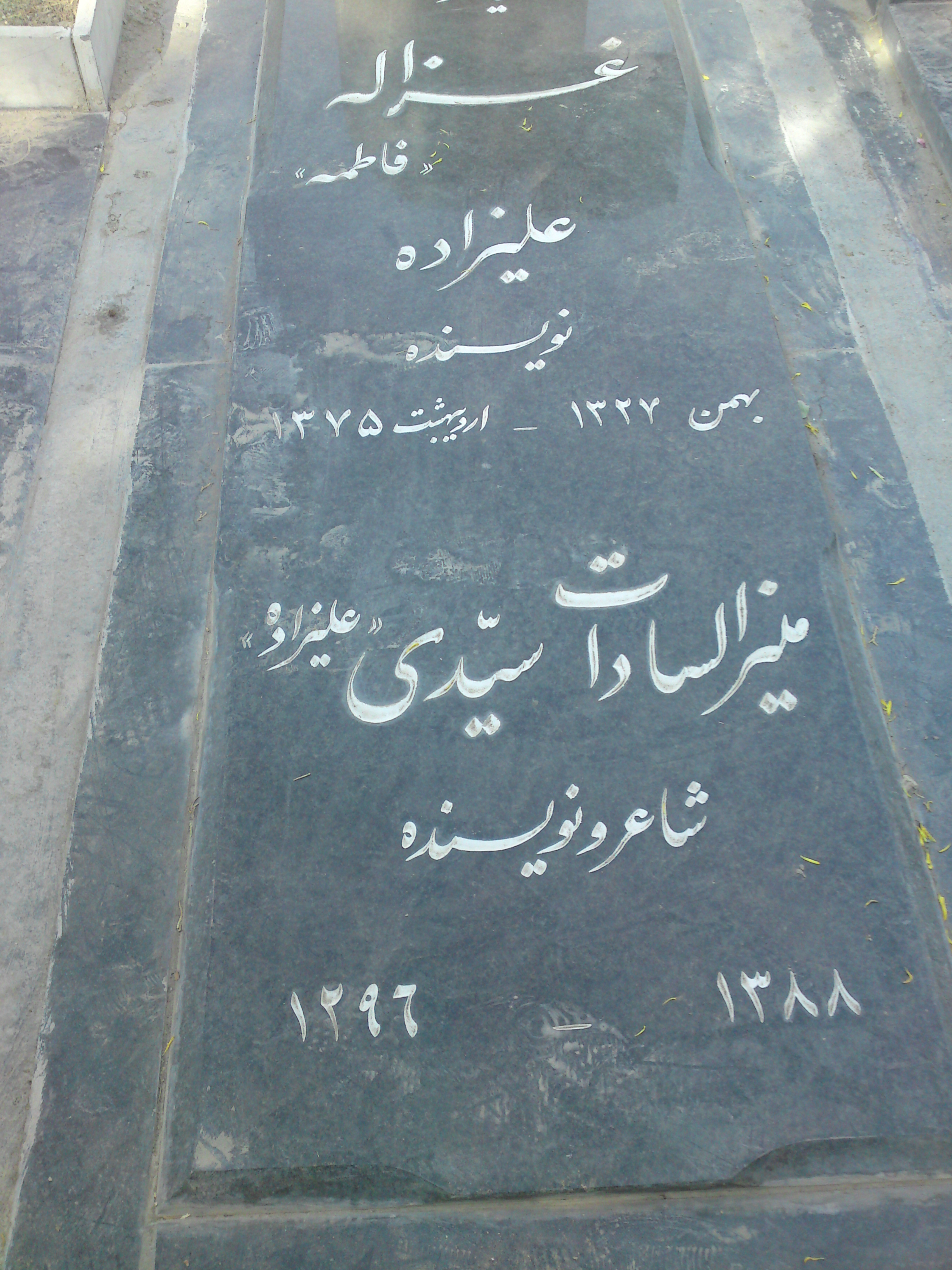
Grabstein Ghazaleh Alizadeh

Ghazaleh Alizadeh (anhörenⓘ; persisch غزاله علیزاده‎; * 1949 in Maschhad, Iran; † 12. Mai 1996) war eine iranische Dichterin und Schriftstellerin. Ihr Hauptwerk ist der Roman Khaneye Edrisiha (خانه ادریسیها). Ein weiteres Werk ist eine Sammlung von Kurzgeschichten mit dem Titel Die Kreuzung.
Sie nahm sich im Mai 1996 das Leben und wurde auf dem Emamzadeh Taher Friedhof beigesetzt.